# Montagu Love

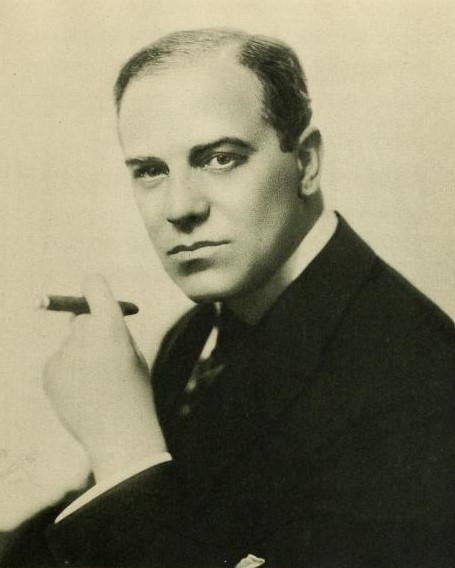
Montagu Love (vor 1923)

Harry Montagu Love (* 15. März 1877, nach anderen Angaben 1880 bzw. 1881, (Anm.) in Portsmouth, England; † 17. Mai 1943 in Beverly Hills, Los Angeles) war ein britischer Theater- und Filmschauspieler.

## Leben
Montagu Love wurde als Harry Montague Love im englischen Portsmouth geboren, sein genaues Geburtsjahr ist allerdings umstritten. Nach seiner Schulausbildung arbeitete er zunächst als Illustrator bei einer Londoner Zeitung, für die er den Zweiten Burenkrieg bebilderte. Nachdem er sich entschlossen hatte, Schauspieler zu werden, und erste Erfahrungen an Londoner Theatern sammelte, reiste er zusammen mit einer Schauspieltruppe in die Vereinigten Staaten, wo er bis 1934 regelmäßig am New Yorker Broadway auftrat, so unter anderem neben Barton MacLane in Norman Reilly Raines Hangman’s Whip.
Im Jahr 1914 begann er bei den World Studios in New Jersey seine Filmkarriere. Mitte der 1920er Jahre ging er nach Hollywood, wo er regelmäßig in unsympathischen Rollen auftrat. Zu seinen Schurkenrollen gehörte der Auftritt als Widersacher von Rudolph Valentino in Der Sohn des Scheichs und als Gegenspieler John Barrymores in Don Juan – Der große Liebhaber, einem der ersten Filme, der dank des Vitaphone-Verfahrens mit gesprochenen Dialogen aufwarten konnte. In George Fitzmaurices Die Nacht der Liebe von 1927 verkörperte Montagu Love den Rivalen von Ronald Colman um die Liebe von Vilma Bánky. Ein Jahr später kam Love unter der Regie von Victor Sjöström im Filmdrama Der Wind zum Einsatz, wo er als Viehhändler nach einer angedeuteten Vergewaltigung von Lillian Gish erschlagen wird. Im Gegensatz zu vielen anderen Stummfilmschauspielern schaffte Love den Wechsel zum Tonfilm Ende der 1920er-Jahre problemlos.
In den 1930er Jahren übernahm Love Nebenrollen in zahlreichen Genres, wobei er häufig als Autoritätsfigur eingesetzt wurde. Er hatte Auftritte in Film-Musicals wie One in a Million mit Sonja Henie und Ein Fräulein in Nöten mit Fred Astaire. Er war zudem regelmäßig in Abenteuerfilmen wie Kampf um Indien und Aufstand in Sidi Hakim zu sehen. Love wurde mehrfach in Abenteuerfilmen an der Seite von Errol Flynn eingesetzt, so etwa als korrupter Bischof in Robin Hood – König der Vagabunden, als König Heinrich VIII. von England in Der Prinz und der Bettelknabe sowie als König Philipp II. von Spanien in Der Herr der sieben Meere. Weitere historische Persönlichkeiten, die Montagu Love darstellte, waren Thomas Jefferson in Alexander Hamilton und in der oscarprämierten Filmbiografie Das Leben des Emile Zola der französische Politiker Godefroy Cavaignac, einer der Protagonisten der Dreyfus-Affäre und Gegner von Émile Zola. Love arbeitete regelmäßig bis zu seinem Tod als Schauspieler, sein filmisches Schaffen umfasst insgesamt rund 180 Filme. Sein letzter veröffentlichter Film war das Drama Devotion über das Leben der Geschwister Brontë, in dem er deren Vater Patrick Brontë verkörperte. Devotion wurde Anfang 1943 gedreht, kam aber aufgrund von Streitigkeiten zwischen Hauptdarstellerin Olivia de Havilland und dem Studio Warner erst drei Jahre nach Loves Tod in die Kinos.
Von 1908 bis 1928 war Montagu Love mit seiner ersten Frau Gertrude verheiratet. Die Ehe mit seiner zweiten Frau Marjorie Hollis währte von 1929 bis zu seinem Tod im Mai 1943. Er wurde im Chapel Of The Pines Crematory in Los Angeles beigesetzt.

## Filmografie (Auswahl)
- 1914: The Suicide Club
- 1915: Hearts in Exile
- 1916: Husband and Wife
- 1917: The Guardian
- 1918: The Cross Bearer
- 1919: Three Green Eyes
- 1920: The World and His Wife
- 1922: The Beauty Shop
- 1924: A Son of the Sahara
- 1925: Die Erbin des Holzkönigs (The Ancient Highway)
- 1925: Mit Lasso und Peitsche (The Desert’s Price)
- 1926: Der Sohn des Scheichs (The Son of the Sheik)
- 1926: Don Juan – Der große Liebhaber (Don Juan)
- 1927: Die Nacht der Liebe (The Night of Love)
- 1927: König der Könige (The King of Kings)
- 1927: Ein Bandit von Ehre (Jesse James)
- 1928: Die Nacht ohne Hoffnung (The Noose)
- 1928: Der Wind (The Wind)
- 1929: Die letzte Warnung (The Last Warning)
- 1929: Erfahrene Frau gesucht (Synthetic Sin)
- 1929: Die ungekrönte Königin (The Divine Lady)
- 1929: Bulldog Drummond
- 1929: Die mysteriöse Insel (The Mysterious Island)
- 1931: Alexander Hamilton
- 1933: The Mystic Hour
- 1935: Kampf um Indien (Clive of India)
- 1935: Kreuzritter – Richard Löwenherz (The Crusades)
- 1935: Der Mann, der die Bank von Monte Carlo sprengte (The Man Who Broke the Bank at Monte Carlo)
- 1936: The White Angel
- 1936: Signale nach London (Lloyd’s of London)
- 1936: One in a Million
- 1937: Der Prinz und der Bettelknabe (The Prince and the Pauper)
- 1937: Das Leben des Emile Zola (The Life of Emile Zola)
- 1937: Der Gefangene von Zenda (The Prisoner of Zenda)
- 1937: Ein Fräulein in Nöten (A Damsel in Distress)
- 1937: Der Schatz am Meeresgrund (Adventure’s End)
- 1937: Tovarich
- 1938: Der Freibeuter von Louisiana (The Buccaneer)
- 1938: Robin Hood – König der Vagabunden (The Adventures of Robin Hood)
- 1938: Entführt (Kidnapped)
- 1939: Aufstand in Sidi Hakim (Gunga Din)
- 1939: Juarez
- 1939: Sons of Liberty (Kurzfilm)
- 1939: Herrscher der Meere (Rulers of the Sea)
- 1939: Der Mann mit der eisernen Maske (The Man with the Iron Mask)
- 1940: Paul Ehrlich – Ein Leben für die Forschung (Dr. Ehrlich’s Magic Bullet)
- 1940: Nordwest-Passage (Northwest Passage)
- 1940: Ein Mann mit Phantasie (A Dispatch from Reuters)
- 1940: Der Herr der sieben Meere (The Sea Hawk)
- 1940: Hölle, wo ist dein Sieg (All This, and Heaven Too)
- 1940: Die scharlachroten Reiter (North West Mounted Police)
- 1940: Im Zeichen des Zorro (The Mark of Zorro)
- 1940: Die Stunde der Vergeltung (The Son of Monte Christo)
- 1941: Mary und der Millionär (The Devil and Miss Jones)
- 1942: Lady for a Night
- 1942: Die Stimme des Terrors (Sherlock Holmes and the Voice of Terror)
- 1943: Auf ewig und drei Tage (Forever and a Day)
- 1943: Liebesleid (The Constant Nymph)
- 1943: Holy Matrimony
- 1946: Devotion [1943 gedreht]